# 石井孝成
石井 孝成（いしい たかなり）は、江戸時代前期の武士。肥前国佐賀鍋島藩の家老。
幼名は倉法師（くらほうし）、通称ははじめは左近允、のち兵庫助。

## 来歴
肥前国佐賀藩の家老職をつとめる石井縫殿助茂清（石井二男家）の嫡男として誕生。母は田尻監物春種の娘。
元和7年（1622年）11月、父茂清が不慮の死を遂げ、若くして、家督を相続。妻には家老職勝屋勘右衛門茂為（家禄2,000石）の娘を迎えた。
孝成は、同族石井修理亮茂成から石井寄合衆の大組頭を引き継ぎ、鍋島勝茂・光茂二代にわたり、長く家老職をつとめた。家禄は1,758石。
とくに、島原の乱では、孝成指揮の石井隊は馬廻八備の一隊として布陣していたが、組内の石井弥七左衛門正之と石井伝右衛門正能が遊撃任務につき、一番槍の功名を打ち立て、石井寄合衆の精強ぶりを喧伝した。
しかし、寛文元年（1660年）、石井家の家臣たちが、屋敷で弓の稽古中、逸れた矢が屋敷の外に飛び出てしまい、折り悪く、龍造寺八幡宮参詣のために孝成の屋敷前を通行していた藩主光茂の籠の近くに着地してしまう。しかも、家臣たちは飲酒して稽古していたとされ、孝成の責任が問われた。
この不祥事により、孝成は改易となり、家老職・大組頭は解任。家禄、屋敷は没収。そして家督廃絶の処分を受けた。
嫡男の石井修理常辰（勘解由、直翁）の代に帰参を許され、家督は回復。家禄1,250石を拝領し、家老職・大組頭に復帰した。